# Charles Ruikers
Charles Ruikers (* 4. März 1945 in Amsterdam) ist ein ehemaliger niederländischer Radrennfahrer und nationaler Meister im Radsport.

## Sportliche Laufbahn
Ruikers war im Bahnradsport aktiv. 1965 gewann er die nationale Meisterschaft im 1000-Meter-Zeitfahren vor Tiemen Groen, 1966 kam er auf den dritten Rang. 1965 bestritt er als Mitglied der Nationalmannschaft einen Länderkampf der Bahnfahrer in der Bundesrepublik Deutschland. In jener Saison gewann er den Sprinterpreis von Saarbrücken.
Von 1969 bis 1970 war er Berufsfahrer. In der niederländischen Profimeisterschaft im Sprint 1969 wurde er Vizemeister hinter Gerard Koel, 1970 dann Dritter.